# Sounine
Sounine (arabă صونين) este un oraș în guvernoratul Bizerte, Tunisia.